# Quatre sans barreur féminin aux Jeux olympiques d'été de 2024
Cet article traite de l'épreuve féminine. Pour la compétition masculine, voir Quatre sans barreur masculin aux Jeux olympiques d'été de 2024.
Navigation
Tokyo 2020 Los Angeles 2028
L'épreuve féminine de quatre sans barreur des Jeux olympiques d'été de 2024 de Paris a lieu au stade nautique olympique de Vaires-sur-Marne du 28 juillet au 1er août 2024.

## Médaillées
| Or                                                                                   | Argent                                                                            | Bronze                                                                           |
| Pays-Bas - Marloes Oldenburg - Hermijntje Drenth - Tinka Offereins - Benthe Boonstra | Grande-Bretagne - Helen Glover - Esme Booth - Samantha Redgrave - Rebecca Shorten | Nouvelle-Zélande - Jackie Gowler - Phoebe Spoors - Davina Waddy - Kerri Williams |

## Programme
| Date                | Heure   | Tour      |
| ------------------- | ------- | --------- |
| Dimanche 28 juillet | 09 h 00 | Séries    |
| Mardi 30 juillet    | 09 h 30 | Repêchage |
| Jeudi 1er août      | 09 h 30 | Finale    |

## Résultats détaillés

### Séries
Les deux premiers de chaque série sont qualifiés pour la finale A (FA), les autres vont en repêchage (R).
| Rang | Couloir | Rameurs                                                                                 | Pays             | Temps         | Notes |
| ---- | ------- | --------------------------------------------------------------------------------------- | ---------------- | ------------- | ----- |
| 1    | 2       | Esme Booth Helen Glover Samantha Redgrave Rebecca Shorten                               | Grande-Bretagne  | 6 min 42 s 57 | Q     |
| 2    | 4       | Jackie Gowler Davina Waddy Kerri Williams Phoebe Spoors                                 | Nouvelle-Zélande | 6 min 45 s 44 | Q     |
| 3    | 5       | Zhang Shuxian Liu Xiaoxin Wang Zifeng Xu Xingye                                         | Chine            | 6 min 49 s 12 | R     |
| 4    | 1       | Emily Kallfelz Kaitlin Knifton Mary Mazzio-Manson Kelsey Reelick                        | États-Unis       | 6 min 49 s 66 | R     |
| 5    | 3       | Astrid Steensberg Frida Sanggaard Nielsen Marie Skytte Hauberg Johannesen Julie Poulsen | Danemark         | 6 min 56 s 70 | R     |

| Rang | Couloir | Rameurs                                                               | Pays      | Temps         | Notes |
| ---- | ------- | --------------------------------------------------------------------- | --------- | ------------- | ----- |
| 1    | 4       | Benthe Boonstra Hermijntje Drenth Tinka Offereins Marloes Oldenburg   | Pays-Bas  | 6 min 43 s 71 | Q     |
| 2    | 2       | Iulia-Liliana Balaucă Larisa Bogdan Maria Lehaci Maria-Magdalena Rusu | Roumanie  | 6 min 44 s 55 | Q     |
| 3    | 1       | Emily Hegarty Eimear Lambe Natalie Long Imogen Magner                 | Irlande   | 6 min 51 s 75 | R     |
| 4    | 3       | Olympia Aldersey Jean Mitchell Lily Alton-Triggs Molly Goodman        | Australie | 6 min 59 s 86 | R     |

### Repêchage
Les deux premières embarcations du repêchage se qualifient pour la finale A (FA), les autres vont en finale B (FB).
| Rang | Couloir | Rameurs                                                                                 | Pays       | Temps         | Notes |
| ---- | ------- | --------------------------------------------------------------------------------------- | ---------- | ------------- | ----- |
| 1    | 2       | Emily Kallfelz Kaitlin Knifton Mary Mazzio-Manson Kelsey Reelick                        | États-Unis | 6 min 32 s 48 | FA    |
| 2    | 4       | Zhang Shuxian Liu Xiaoxin Wang Zifeng Xu Xingye                                         | Chine      | 6 min 33 s 60 | FA    |
| 3    | 1       | Astrid Steensberg Frida Sanggaard Nielsen Marie Skytte Hauberg Johannesen Julie Poulsen | Danemark   | 6 min 35 s 65 | FB    |
| 4    |         | Emily Hegarty Eimear Lambe Natalie Long Imogen Magner                                   | Irlande    | 6 min 38 s 10 | FB    |
| 5    | 5       | Olympia Aldersey Jean Mitchell Lily Alton-Triggs Molly Goodman                          | Australie  | 6 min 43 s 70 | FB    |

### Finales
| Rang                                | Couloir | Rameur                                                                | Pays             | Temps         | Notes |
| ----------------------------------- | ------- | --------------------------------------------------------------------- | ---------------- | ------------- | ----- |
| Médaille d'or, Jeux olympiques      | 4       | Benthe Boonstra Hermijntje Drenth Tinka Offereins Marloes Oldenburg   | Pays-Bas         | 6 min 27 s 13 |       |
| Médaille d'argent, Jeux olympiques  | 3       | Esme Booth Helen Glover Samantha Redgrave Rebecca Shorten             | Grande-Bretagne  | 6 min 27 s 31 |       |
| Médaille de bronze, Jeux olympiques | 2       | Jackie Gowler Davina Waddy Kerri Williams Phoebe Spoors               | Nouvelle-Zélande | 6 min 29 s 08 |       |
| 4                                   | 5       | Iulia-Liliana Balaucă Larisa Bogdan Maria Lehaci Maria-Magdalena Rusu | Roumanie         | 6 min 29 s 52 |       |
| 5                                   | 6       | Emily Kallfelz Kaitlin Knifton Mary Mazzio-Manson Kelsey Reelick      | États-Unis       | 6 min 34 s 88 |       |
| 6                                   | 1       | Zhang Shuxian Liu Xiaoxin Wang Zifeng Xu Xingye                       | Chine            | 6 min 36 s 18 |       |

| Rang | Couloir | Rameur                                                                                  | Pays      | Temps         | Notes |
| ---- | ------- | --------------------------------------------------------------------------------------- | --------- | ------------- | ----- |
| 7    | 1       | Emily Hegarty Eimear Lambe Natalie Long Imogen Magner                                   | Irlande   | 6 min 34 s 74 |       |
| 8    | 2       | Astrid Steensberg Frida Sanggaard Nielsen Marie Skytte Hauberg Johannesen Julie Poulsen | Danemark  | 6 min 36 s 43 |       |
| 9    | 3       | Olympia Aldersey Jean Mitchell Lily Alton-Triggs Molly Goodman                          | Australie | 6 min 39 s 28 |       |